# Pristimantis aureolineatus
Pristimantis aureolineatus är en groddjursart som först beskrevs av Guayasamin, Ron, Cisneros-Heredia, Lamar och Shawn F. McCracken 2006.  Pristimantis aureolineatus ingår i släktet Pristimantis och familjen Strabomantidae. IUCN kategoriserar arten globalt som livskraftig. Inga underarter finns listade i Catalogue of Life.